# Sven Giegold
Sven Giegold (1969) es un político y economista alemán. Miembro de Alianza 90/Los Verdes, es diputado en el Parlamento Europeo desde 2009.

## Biografía
Nacido en Las Palmas de Gran Canaria el 17 de noviembre de 1969, cursó estudios en Ciencias Económicas y Políticas en las universidades de Lüneburg, Bremen y Birmingham; en esta última obtuvo también un máster en políticas económicas y cooperación para el desarrollo. Fue cofundador en 2000 de Attac-Alemania, —de la cual llegó a ser director— y de la Red para la Justicia Fiscal (Tax Justice Network). Incorporado a Los Verdes en septiembre de 2008, resultó elegido diputado del Parlamento Europeo en las elecciones al Parlamento Europeo de 2009 en Alemania. Fue reelegido eurodiputado en las elecciones de 2014 y de 2019.